# Championnats d'Europe de breakdance 2021
Navigation
2022
Les Championnats d'Europe de breakdance 2021 se déroulent du 26 au 27 juin 2021 au Palais des glaces Bolchoï de Sotchi en Russie. Il s'agit de la première édition de cette compétition continentale sous l'égide de la Fédération mondiale de danse sportive.

## Podiums
| Épreuves      | Or                                   | Argent                                      | Bronze                            |
| ------------- | ------------------------------------ | ------------------------------------------- | --------------------------------- |
| B-Girls       | Natalia Kiliachikhina (Kastet) (RUS) | Aleksandra Vavilkina-Kachanova (Vavi) (RUS) | Maxime Blieck (Madmax) (BEL)      |
| B-Boys        | Konstantin Eliseitsev (Kosto) (RUS)  | Jamal Asadulaev (Jamal) (RUS)               | Johannes Hattunen (Hatsolo) (FIN) |
| Crew (5 vs 5) | Russie                               | Espagne                                     | Italie                            |